# الزهراء (مدينة)

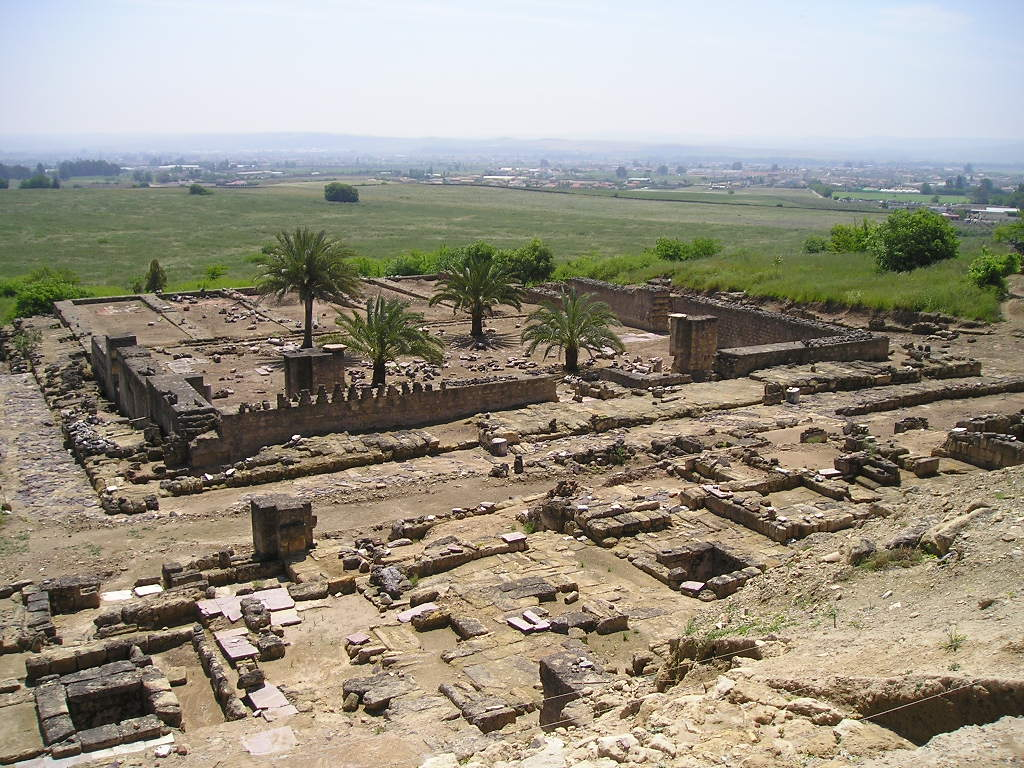
أطلال جامع مدينة الزهراء

الزهراء مدينة أندلسية مشهورة تبعد عن قرطبة مسافة أربعة أميال، بناها الخليفة الأموي عبد الرحمن الناصر لدين الله في سنة (325 هـ/936م) وأستمر بناؤها ست عشرة عاماً حتى إكتمل بناؤها عام (341 هـ/ 952م) وصارت عاصمةً للدولة الأموية في الأندلس ومقراً للخليفة ووزرائه ورجال دولته وأستمرت كذلك في عهد الخليفتان الحكم المستنصر بالله وهشام المؤيد بالله ثم إنها خُربت بالكامل ودمرت بأمرٍ من الخليفة محمد المهدي بالله بعد خلعه لهشام المؤيد وذلك في سنة (399 هـ/1009م) قال شمس الدين الذهبي: «لم يُبن في الإسلام مدينة أحسن منها، لكنها صغيرة بالنسبة إلى المدائن، وكانت من عجائب الدنيا في زمانها، في سورها ثلاثمائة برج، وقد قسم الناصر لدين الله الأموي المدينة إلى ثلاثة أقسام، فجعل ثلثها قصوراً للخلافة، وثلثها منازل للخدم وكانوا اثنى عشر ألف مملوك، وجعل ثلثها الأخير بساتين، كما عمل فيها بحيرةً ملئها بالزئبق». وكان الناصر قد أنفق عليها ثلث ميزانية الأندلس فيما أنفق الثلثين الباقين ثلث للجيش والحرب وثلث للإدخار.
قال ياقوت الحموي: «الزهراء مدينة صغيرة قرب قرطبة بالأندلس اختطها عبد الرحمن الناصر الأموي، وهو يومئذٍ سلطان تلك البلاد في سنة 325 هـ وعملها متنزها له وأنفق في عمارتها من الأموال ما تجاوز فيه عن حد الإسراف، وجلب إليها الرخام من أقطار البلاد وأهدى إليه ملوك بلاده من ألاتها ما لا يقدر قدره».

## اكتشاف المدينة
انطمرت المدينة ولم يعد اكتشافها إلا عام 1911. الحفريات الأثرية أظهرت حتى الآن نحو 10% من مباني المدينة البالغ مساحتها 112 هكتاراً. هناك محطة مياه حديثة كبيرة (مبنية في تسعينات القرن العشرين) داخل حرم المنطقة الأثرية للمدينة وتخدم المنطقة المجاورة. محطة المياه تلك تحمل اللافتة الوحيدة باللغة العربية المطبوعة بشكل رسمي في الأندلس، مما يدفع للتساؤل إن كان هناك تمويل عربي للمحطة أو للتنقيب عن آثار مدينة الزهراء. فحتى لافتات الطرق قرب المعابر إلى المغرب تحمل أسماء المدن المغربية بخط عربي يدوي قميء، بل في كثير من الأحيان تظهر تلك الأسماء العربية معكوسة (من اليسار إلى اليمين).
تحتل سيرة مدينة الزهراء، وذكريات فخامتها الذاهبة، مقاما ملحوظا في تاريخ الأندلس المعماري والفني. وتقترن عظمتها وروعة صروحها، بعظمة عصر الخليفة الأموي عبد الرحمن الناصر لدين الله (300 -350 هـ). وقد بدأ الناصر بإنشاء هذه الضاحية الملوكية الفخمة في سنة 325 هـ (936 م) بعد أن ضاقت قرطبة عاصمة الخلافة، بما يتطلبه ملكه العظيم من استكمال الفخامة الملوكية، ووجود القصور والأبهاء والرياض الشاسعة. واستمر العمل في إكمال صروحها العظيمة ومرافقها الفخمة بقية عهد الناصر ,ومعظم عهد ولده الحكم المستنصر أعني زهاء أربعين عاما، ولم يدخر الناصر جهدا ولا نفقة في تشييد حاضرته الجديدة وتجميلها وزخرفتها، وأنشأ فيها قصر الخلافة العظيم، وقصره الخاص المسمي بـ المؤنس، وزودها بنفيس الرياش والتحف والذخائر النادرة، وأسبغ عليها أروع ما تمخص عنه العصر من ضروب الرونق والفخامة والبهاء.
بيد أن الزهراء لم تعمر طويلا كقاعدة ملوكية. فقد لبثت منزل الخلافة الأندلسية زهاء أربعين عاما فقط منذ نزل بها الناصر سنة 325 هـ إلى نهاية عهد ولده الحكم المستنصر في سنة 366هـ. ولم يكن ذلك لأن الزهراء قد عفت كقاعدة الخلافة ومنزل الملك، ولكن لأن تحولا خطيرا وقع في سلطان بني امية. فقد نهض متغلب جديد هو الوزير محمد بن أبي عامر الحاجب المنصور وحجر على هشام المؤيدولد الحكم، واستأثر تباعا بكل سلطة في الدولة. ثم بدا له أن ينقل مركز الحكم إلى قاعدة جديدة تكون منزل سلطانه، فأنشأ لنفسه خاصة ملوكية جديدة على مقربة الزهراء، وسماها ((الزاهرة))، ونقل إليها خزائن الأموال والسلاح ودواوين الحكم، وبذلك اختتمت ثم عفاعليها الزمن بعد ذلك تباعا، حتى وقعت ثورات البربر عقب انهيار الدولة العامرية في اواخر القرن الرابع الهجري، فاقتحمت الزهراء وقوضت صروحها الفخمة، ونهبت ذخائرها وتحفها، وغمرها الخراب والنسيان ولم يمض بعيد حتى غاض اسمها نفسه من صحف التاريخ الأندلسي فلا نكاد نظفر لها بذكر أيام الطوائف.
ومنذ نحو قرن ونصف عادت سيرة الزهراء وذكريات فخامتها الذاهبة تحتل المقام الأول في تاريخ إسبانيا المسلمة المعماري والفني.
واهتم العلماء الإسبان بالكشف عن معالمها وأطلالها، لما يلقيه ذلك الكشف من أضواء هامة على أحوال الخلافة الأندلسية ونظمها الإدارية والاجتماعية، وعلى تطور الفن الأندلسي في أزهى عصوره. وعنيت الحكومة الإسبانية منذ بداية القرن الحالي بإجراء الحفريات الأثرية للكشف عن صروح المدينة الأثرية للكشف عن صروح المدينة الخلافية. وبالرغم من أن جهود اللجان الأثرية المتعاقبة التي اضطلعت بهذا العمل لم تكن متواصلة أو ذات نطاق واسع فقد استطاع الأثريون الإسبان ان يكشفوا عن كثير من معالم الزهراء، ومواقع صروحها أبهائها الملوكية.
وتقع أطلال مدينة الزهراء في عصرنا هذا غربي قرطبة على بعد سبعة أميال منها، وشمال نهر الوادي الكبير على قيد ميلين، وتحتل منحدرا صخريا وعرا يقع أسفل الأكمة التي يحتلها دير سان خيرنمو الشهير. وتسمى هذه المنطقة التي تحتلها أطلال الزهراء ((قرطبة القديمة)) (Cordoba la Vieja).
وتشتمل الحفريات الأثرية التي يقوم بها الإسبان منذ عام 1910 م منطقة واسعة تمتد 1518 مترا من الشرق إلى الغرب و745 مترا من الشمال إلى الجنوب. وتنقسم أطلال الزهراء بصفة عامة إلى مجموعات ثلاث مدرجة من أعلى إلى أسفل. وتشتمل المجموعة الثالثة ثلاثة أبهاء كبيرة عالية ذات أعمدة ضخمة، وأروقة جانبية، وقد كانت حسبما يظن أبهاء رسمية لإستقبال السفراء والشخصيات الملوكية، وما زالت جدرانها تحمل بعض الزخارف الأصلية بإلوانها الزاهية.
وقد تم الكشف عن المنطقة الأأولى منذ سنة 1925، وهي تمتد فيما بين البهو الأكبر أو ((مجلس الغربية)) ومجموعة المساكن الخليفية أعني قصر الخلافة ومقام الخلفاء، وهي التي وفق إلى كشفها الأستاذ فيلاثكيث بوسكو منذ سنة 1912 وكشفت الحفريات عن الجدار الشمالي والفنائين التوأمين المتصلين بالمنحدر، والفناء الصغير المتصل بقصر الخلفاء. ثم البهو الكبير ذي الشرفة، وعن مساكن الحرس والطريق المؤدي إلى البهو الغربي والمتصل بشرقيه.
,وترجع منطقة الجدار الشمالي إلى عصر الناصر ذاته، وهي من منشأته في العصر الأول من بناء الزهراء. وقد أصلحت على امتداد سبعين مترا
ويمتد القسم الأول منها فيما بين باب الطريق المعبد وزاوية القصر الخلافي. وهذا الجزء من الجدار أمتن بناء واحكم صنعا من قسمه الذي بني فيما بعد في عهد الحكم المستنصر. أما الفناءين المتماثلين التوءمين فيقع أولهما على قيد ثمانية أمتار أسفل القصر الخليفي، ويشتمل كل منهما على بهو كامل. وهنالك ما يدل على أن كلا منهما كان يحتوي على مجموعة من المساكن المتماثلة المخصصة لسكنى طائفة هامة من البطانة أو الجند. ويشغل الفناء الغربي رقعة تمتد من الشمال إلى الجنوب قدرها 24,20 مترا ومن الشرق إلى الغرب 20 مترا، وهي مساحة تبلغ نحو خمسمائة متر، وفيه بقايا أبنية تبدو أكثر اهمية من تلك التي كان يشملها الفناء الشرقي. والسكنة الفناء الشرقي مثل قرينه. ولكنه أقل منه نظاما. ويحتوي على أربع غرف متماثلة تقريبا، تطل أبوابها جميعأعلى الفناء، وبه من الزاوية الشمالية غرفتان منحدرتان، ولم يستطع المكتشفون أن يحددوا موقع المدخل بالنسبة لهذين الفنائين الكبيرين. ولم يظهر فيها مكان لباب صغير أو كبير.
والظاهر أنهما يكونان معا موقع لأحد الكبراء، وربما كان الفناء الشرقي مسكن ((للحريم)) أو بعبارة أخرى جناح القصر الذي تسكنه النساء والأولاد، ففيه غرف أنيقة بعضها مبلط بالرخام وأمكنة للفراش ومطابخ ومرافق.
وأما الفناء الغربي فالظاهر أنه مكان الجناح الخاص الذي كان السيد يستقبل فيه الزوار، ويصرف الامور ويضع تحفه ومكتبته. ويرى بعض المكتشفين أن هذا المكان ربما كان مسكنا للحاجب أو رئيس الوزارة.
وهنالك روايتان تتعلق إحداهما بأخذ البيعة للحكم المستنصر في سنة 350 هـ، وتتعلق الثانية بزيارة أردونيو الرابع ملك ليون للحكم في سنة 351 هـ. وفي تفاصيل هاتين الروايتين وفي اوصافهما ما يلقي ضوءاً على أوضاع المدينة الخليفية، وما يدل على أن المعالم التي وردت فيها إنما تحدد المكان نفسه وتؤكده. وقد كان الباب الرئيسي لمدينة الزهراء الذي جاز منه أردونيو هو ((باب القبة)) ثم يليه عند المدخل ((باب السدة)).
وقد استقبله الحكم في ((المجلس المؤنس)) وجاز بعد ذلك إلى الروشنين الباقيين، وانحنى أمام العرش الخليفي المجاور للبهو الغربي أو مجلس الغربية الذي سبق الإشارة إليه. وفي مكان يقع شمالي هذا البهو استقبله الحاجب المصحفي الذي نكبه المنصور فيما بعد. وقد اكتشفت في عصرنا هذا هذه المعالم كلها.
وفي شرقي القصر الخليفي فناء صغير هو الذي اكتشفه فيلاثكيث بوسكو سنة 1914 م. وعلى قيد نحو ستة عشر مترا أسفل هذا الفناء المتواضع يقع بهو ضخم مربع تقريبا يشغل مساحة قدرها 460 مترا وقد بلط بقطع كبيرة من الرخام، ويحيط به رواق عرضه متران ونصف، تحف بها أعمدة ضخمة قوية مربعة سمك ضلعها نحو متر تقريبا. ويمتد من زاويته الشمالية الشرقية نفق عرضه زهاء مترين يتجه نحو الجنوب الشرقي وله بابان متعاقبان بينها نحو مترين، وعلى مقربة من بابه يبدو سلم ضخم يصعد نحو المدينة الخليفية. وقد اكتشف منه خمس درجات فقط. وهي مبنية بالحجارة الضخمة التي بنيت منها مدينة الزهراء كلها، وربما كان هذا السلم هو سلم قصر الخليفة ذاته. والظاهر أن هذا الفناء ومتعلقاته كان مثوى لبعض الدواوين العامة، كديوان الخزانة أو نحوها. وهو متفق في ذلك مع الأوصاف العامة للمدينة الخليفية، ثم تليها الدواوين في الحيز الأوسط، ثم تقع الحدائق في الحيز الأدنى.

## أشهر أبنائها
- أبو القاسم خلف بن عباس الزهراوي، أبو الجراحة.
- عائلة الزهراوي القاطنين بالمملكة المغربية ذي الاصول القرطبية الزهراوية.
- على حسب الدستور الأسباني يستطيع كل من يحمل اسم عائلة الزهراوي الحصول على الجنسية الأسبانية الأوروبية وخصوصا حاملي الجنسية المغربية بكل سهولة بشرط إثبات انتمائه لعائلة الزهراوي عن طريق شجرة العائلة.[بحاجة لمصدر]